# Aéroport international Général Lucio Blanco
L'Aéroport international Général Lucio Blanco (espagnol : Aeropuerto Internacional General Lucio Blanco, code IATA : REX • code OACI : MMRX • code DGAC M. : REI), également connu sous le nom d’Aéroport international de Reynosa (Aeropuerto Internacional de Reynosa) est un aéroport international situé à Reynosa, dans l'État de Tamaulipas, au nord-est du Mexique, près de la frontière entre les États-Unis et le Mexique. Il gère le trafic aérien national et international pour la ville de Reynosa. 
En 2017, l'aéroport a accueilli 485 727 passagers et en 2018, 466 934 passagers.  
L’aéroport porte le nom du général Lucio Blanco, figure majeure de la révolution mexicaine de 1910 à 1920.

## Situation
| \| 500 km1:6 468 000 \| Acapulco Aguascalientes Huatulco Campeche Cancún Chetumal Chihuahua Ciudad · del Carmen Ciudad Juárez Ciudad · Obregón Ciudad · Victoria Colima Cozumel Culiacán Guanajuato Durango Guadalajara Hermosillo Ixtapa · Zihuatanejo La Paz San José · del Cabo Los Mochis Matamoros Mazatlán Mérida Mexicali Mexico B.J. Mexico F.A. Minatitlán Monterrey Morelia Nuevo · Laredo Oaxaca Playa · de Oro Puebla Puerto · Escondido Puerto · Vallarta Querétaro Reynosa San Luis · Potosí Tampico Tapachula Tepic Tijuana Toluca Torreón Tuxtla Gutiérrez Uruapan Veracruz Villahermosa Zacatecas |
| 500 km1:6 468 000 |

## Statistiques
Pour des raisons techniques, il est temporairement impossible d'afficher le graphique qui aurait dû être présenté ici.

Voir la requête brute et les sources sur Wikidata.

## Compagnies aériennes et destinations

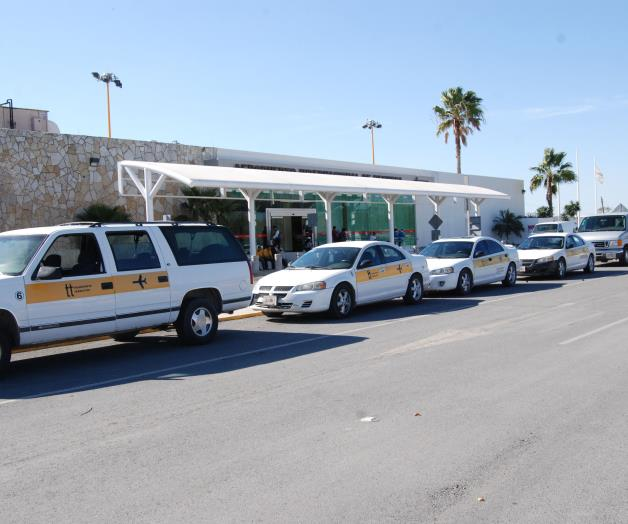
Façade de l'aéroport.

| Compagnies         | Destinations                                                                  |
| ------------------ | ----------------------------------------------------------------------------- |
| Aerodavinci        | Ciudad del Carmen, Poza Rica, Villahermosa-C. Rovirosa                        |
| Aeroméxico         | En saison : Mexico-B. Juárez                                                  |
| Aeroméxico Connect | Mexico-B. Juárez                                                              |
| VivaAerobus        | Cancún, Guadalajara-M. Hidalgo y Costilla, Mexico-B. Juárez, Veracruz-H. Jara |

Édité le 20/06/2019

## Voir également
- Liste des aéroports les plus fréquentés au Mexique